# Emotions (album Felixa Sandmana)
Emotions – debiutancki album studyjny szwedzkiego piosenkarza Felixa Sandmana. Wydawnictwo ukazało się 14 września 2018 nakładem wytwórni muzycznej TEN i Artist House.
Album zadebiutował na 3. miejscu oficjalnej szwedzkiej liście sprzedaży i otrzymał platynowy certyfikat za sprzedaż w nakładzie przekraczającym 40 tysięcy kopii.
Emotions był promowany cztrema singlami: „Every Single Day”, „Imprint”, „Lovisa” i „Miss You Like Crazy”.

## Lista utworów
Opracowano na podstawie materiału źródłowego.
| Nr  | Tytuł utworu          | Słowa                                                                 | Muzyka                       | Długość |
| --- | --------------------- | --------------------------------------------------------------------- | ---------------------------- | ------- |
| 1.  | „Part of Me”          | Karl Wilhelm Sandman, Hampus Lindvall, David Kjellstrand              | Lindvall                     | 2:45    |
| 2.  | „Imprint”             | Jesse Finkelstein, Jordan Miller, David Bowden, Gregg Wattenberg      | Bowden, Wattenberg           | 3:01    |
| 3.  | „Lovisa”              | Sandman, Robin Ellingsen, Bali Harko, Sarah Blanchard, Jonny Hockings | Faux Delorean                | 2:37    |
| 4.  | „Miss You Like Crazy” | Sandman, Alma Goodman, Jake Torrey, Klara Elias, Noah Conrad          | Conrad                       | 3:00    |
| 5.  | „Hands on You”        | Sandman, Conrad, Torrey, Roland Spreckley                             | Conrad                       | 2:50    |
| 6.  | „Trouble”             | Sandman, Michael Matosic, Michelle Buzz, Nicki Adamsson               | Adamsson                     | 3:01    |
| 7.  | „Are You?”            | Sandman, Ellingsen, Harko, Blanchard, Parker James                    | Delorean                     | 3:14    |
| 8.  | „0 Emotions”          | Sandman, David Larsson, David Kjellstrand                             | Larsson, Kjellstrand         | 4:03    |
| 9.  | „Human”               | Sandman, Ellingsen, Harko, Matosic, Buzz                              | Delorean                     | 3:16    |
| 10. | „Tone It Down.”       | Sandman, Melanie Fontana, Michel Schulz                               | Schulz                       | 3:56    |
| 11. | „Every Single Day”    | Sandman, James, Torrey, Conrad, Tony Ferrari                          | Andreas Roos, Robert Habolin | 3:05    |
|     |                       |                                                                       |                              | 34:48   |

## Pozycja na liście sprzedaży
| Kraj    | Lista (2018)  | Najwyższa pozycja |
| ------- | ------------- | ----------------- |
| Szwecja | Top 60 Albums | 3                 |

| Kraj    | Lista (2018)  | Pozycja |
| ------- | ------------- | ------- |
| Szwecja | Top 60 Albums | 100     |
| Szwecja | Lista (2019)  | Pozycja |
| Szwecja | Top 60 Albums | 31      |

## Certyfikat
| Kraj          | Certyfikat      | Sprzedaż |
| ------------- | --------------- | -------- |
| Szwecja (GLF) | platynowa płyta | 40 000+  |